# Проценко, Омельян
Омельян Проценко (упоминается также как Емельян Проценко; ок. 1610—1653) — украинский военный деятель, участник освободительной борьбы, соратник Богдана Хмельницкого. Березовский сотник Неженского полка (1649), Прилуцкий сотник полковой (1649—1651), наказной полковник Прилуцкий (1652—1653). Происходил из казацкого шляхетского рода, его сыну Дмитрию, войсковому товарищу Неженского полка и потомкам было подтверждено российское дворянство. 

герб дворянского рода Проценки

## Биография
О юных годах Омельяна Проценко мало что известно. Вплоть до 1649 года, когда усилилась мощь Казацкой Гетманщины, был сотником Березовским. Хмельницкий сделал его прилуцким полковым сотником, Прилуцкий полк в 1652 года состоял из 20 сотен, общим количеством 2006 казаков. Во главе полка принимал участие в разгроме польской армии под Кнутом, тогда украинские войска заняли территорию до реки Случь. В сотне Омельяна Проценко воевал Малош Вовченко, будущий полковой обозный (1658) и городовой атаман Прилуцкий (1658—1663).
С ноября 1652 по октябрь 1653 года Проценко был наказным полковником Прилуцким (в октябре 1653 года полковником Прилуцким был назначен Трофим Федченко). Омельян Проценко, в составе казацкого корпуса Богдана Хмельницкого, водил Прилуцкий полк на Молдову, участвовал в столкновениях под Случем в октябре 1653 года. В последующие годы освободительной борьбы сведения о Проценко отсутствуют.